# Disporum jinfoshanense
Disporum jinfoshanense är en växtart i släktet Disporum och familjen tidlöseväxter. Arten beskrevs av Xin Zheng Li, Da Ming Zhang och De Yuan Hong 2007. Den förekommer i Chongqing i Kina.